# Pacific Coast Championships 1986
Il Pacific Coast Championships 1986 è stato un torneo di tennis giocato sul sintetico indoor. È stata la 97ª edizione del Pacific Coast Championships, che fa parte del Nabisco Grand Prix 1986. Si è giocato a San Francisco negli Stati Uniti, dal 22 al 28 settembre 1986.

## Campioni

### Singolare
John McEnroe ha battuto in finale  Jimmy Connors con il punteggio di 7–6, 6–3

### Doppio
Peter Fleming /  John McEnroe hanno battuto in finale  Mike De Palmer /  Gary Donnelly con il punteggio di 6–4, 7–6